# Nida Senff
Nida Senff (Países Bajos, 3 de abril de 1920-27 de junio de 1995), también llamada Dina Willemina Jacoba Senff, fue una nadadora neerlandesa especializada en pruebas de estilo espalda, donde consiguió ser campeona olímpica en 1936 en los 100 metros.

## Carrera deportiva
En los Juegos Olímpicos de Berlín 1936 ganó la medalla de oro en los 100 metros estilo espalda con un tiempo de 1:18.9 segundos, por delante de su compatriota Rie Mastenbroek (plata con 1:19.2 segundos) y de la estadounidense Alice Bridges.